# Fujiyama Aiichirō

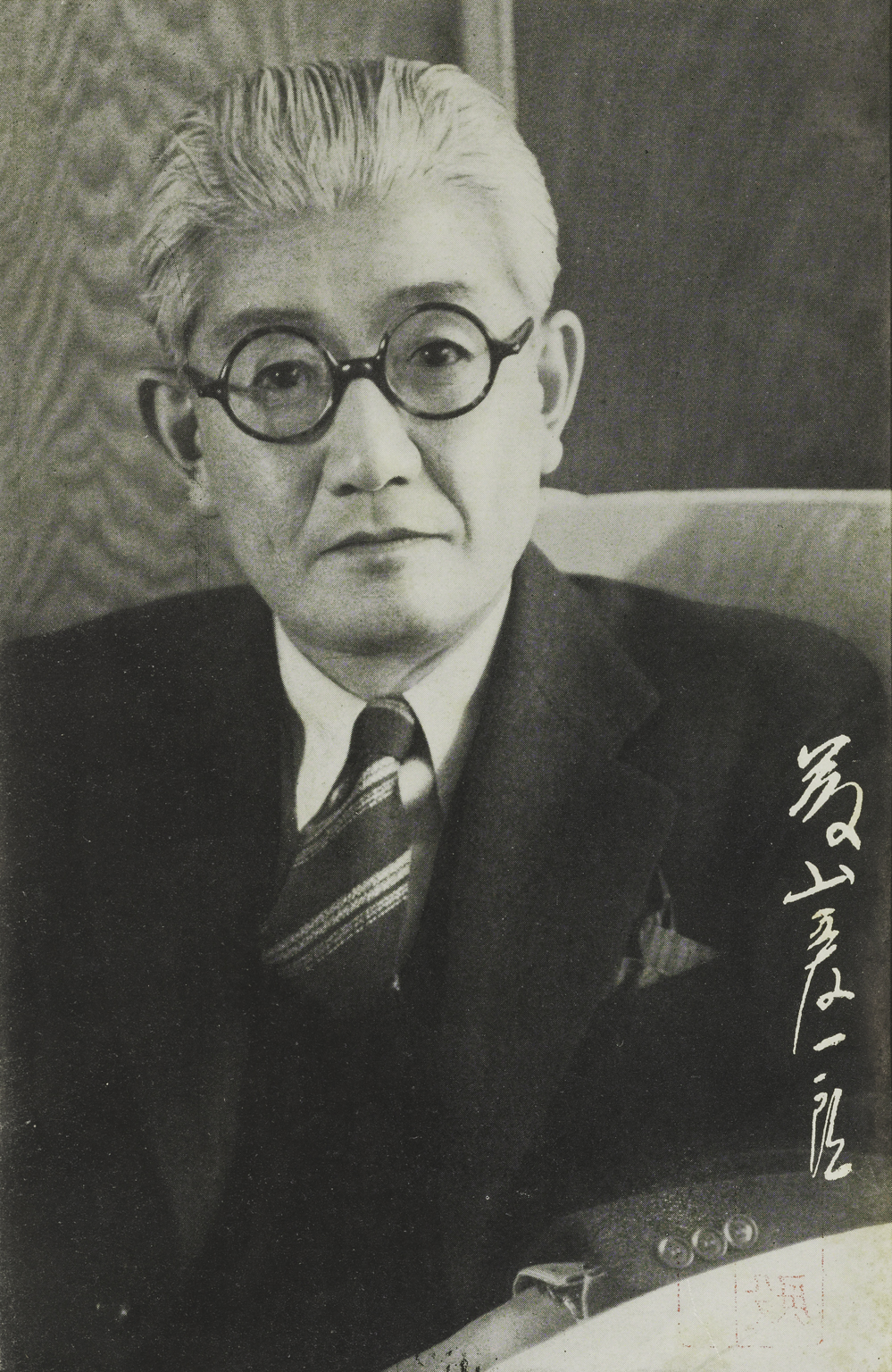
Fujiyama Aiichirō

Fujiyama Aiichirō (japanisch 藤山 愛一郎; * 22. Mai 1897 in Tokio, Präfektur Tokio; † 2. Februar 1985) war ein japanischer Politiker (LDP, Fujiyama-Faktion) und Geschäftsmann.

## Werdegang
Fujiyama, der Sohn des Unternehmers Fujiyama Raita (Fujiyama-Konzern: Dai-Nihon Seitō (engl. Dai-Nippon Sugar), Nittō Kagaku Kōgyō (engl. Nitto Chemical Industry, heute: Mitsubishi Rayon), Nippon Columbia u. a.), brach sein Studium an der Keiō-Universität vorzeitig ab. Er war Präsident der Dai Nippon Sugar Manufacturing und Generaldirektor der Nitto Chemical Industry. Ab 1941 war er Präsident des Nihon Shōkōkai, der japanischen Industrie- und Handelskammer (engl. Japan Chamber of Commerce and Industry) und ein Vertrauter von Kishi Nobusuke, Industrie- und Handelsminister im Kabinett Tōjō. Nach Ende des Zweiten Weltkriegs wurde er von den Besatzungsbehörden mit Ämterverbot belegt. Nach der Aufhebung vertrat er Japan 1951 bei einer Tagung der UNESCO in Paris. Von 1951 bis 1957 war er zum zweiten Mal Präsident des Nihon Shōkōkai. 1951 wurde er auch der erste Vorsitzende von Nihon Kōkū (Japan Airlines).
Von 1957 bis 1960 war Fujiyama unter Premierminister Kishi Nobusuke (Kishi-Faktion) japanischer Außenminister und in dieser Funktion an der Neuauflage des US-japanischen Sicherheitsvertrages (engl. Treaty of Mutual Cooperation and Security) beteiligt. 1958 zog er als Abgeordneter für den viermandatigen Wahlkreis Kanagawa 1, der die Stadt Yokohama umfasste, mit dem höchsten Stimmenanteil in das japanische Abgeordnetenhaus (Unterhaus) ein und wurde danach fünf Mal wiedergewählt. In der Partei führte er eine eigene Faktion, das Aiseikai (愛正会) und kandidierte beginnend mit der Kishi-Nachfolge 1960 mehrfach bei der Wahl des Parteivorsitzenden, sein bestes Ergebnis erzielte er 1966 bei der Wiederwahl von Satō Eisaku (Satō-Faktion), dem er aber mit 289 zu 89 Stimmen unterlag. Unter Kishis Nachfolger Ikeda Hayato (Ikeda-Faktion) war er von 1961 bis 1962 als Leiter des Wirtschaftsplanungsamtes (Keizai-kikaku-chō, engl. Economic Planning Agency) Minister im Kabinett, von 1963 bis 1964 Vorsitzender des Exekutivrates der Partei. Unter dem Parteivorsitzenden Satō Eisaku übernahm er von 1965 bis 1966 erneut die Leitung des Wirtschaftsplanungsamtes. Bei der Wahl 1976 kandidierte Fujiyama nicht für eine Wiederwahl als Abgeordneter und zog sich aus der Politik zurück.

## Ehrungen
- 1960: Großkreuz der Bundesrepublik Deutschland
- 1967: Orden der Aufgehenden Sonne 1. Klasse
- 1985 (postum): Orden der Aufgehenden Sonne 1. Klasse „mit Schulterband“ (heutiger Orden der Paulownienblüte)